# Temelucha marfensis
Temelucha marfensis är en stekelart som beskrevs av Dasch 1979. Temelucha marfensis ingår i släktet Temelucha och familjen brokparasitsteklar. Inga underarter finns listade i Catalogue of Life.